# Marie Amar
Marie Amar, née le 31 octobre 1962 à Paris, est une artiste plasticienne et photographe française.

## Œuvres
Exposées dans les foires internationales d'art contemporain comme la Foire internationale d'art contemporain, Paris Photo ou la Foire de Bâle, ses œuvres ont été présentées par la galerie Thomas Zander à Cologne en 2005, la galerie RX de 2002 à 2007 et la galerie Natalie Seroussi à Paris, la galerie Grimaldi Gavin à Londres en 2011 et 2012 et à Rome ainsi que dans différents musées comme le musée de l'architecture de Moscou ou le musée des Beaux-Arts de Valenciennes en 2005,. 
De 2010 à 2012 Marie Amar photographie la rénovation architecturale de La Mutualité à Paris,.

## Réception
Marie Amar fait partie des « 4 000 artistes reconnus de la scène française » selon le Journal des Arts.
Elle reçoit une critique favorable de ses photographies par le magazine Connaissance des arts.